# Maoče
Maoče este un sat din comuna Pljevlja, Muntenegru. Conform datelor de la recensământul din 2003, localitatea are 112 locuitori (la recensământul din 1991 erau 152 de locuitori).

## Demografie
În satul Maoče locuiesc 98 de persoane adulte, iar vârsta medie a populației este de 47,9 de ani (44,4 la bărbați și 51,3 la femei). În localitate sunt 37 de gospodării, iar numărul mediu de membri în gospodărie este de 3,03.
Populația localității este foarte eterogenă.
|  |

| Demografie | Demografie | Demografie |
| An         | Locuitori  | Locuitori  |
| ---------- | ---------- | ---------- |
|            |            |            |
|            |            |            |
|            |            |            |
|            |            |            |
| 1948       | 286        |            |
| 1953       | 307        |            |
| 1961       | 331        |            |
| 1971       | 292        |            |
| 1981       | 251        |            |
| 1991       | 152        | 151        |
| 2003       | 112        | 112        |

| \| Componența etnică conform recensământului din 2003[2] \| Componența etnică conform recensământului din 2003[2] \| Componența etnică conform recensământului din 2003[2] \| Componența etnică conform recensământului din 2003[2] \| Componența etnică conform recensământului din 2003[2] \| \| ----------------------------------------------------- \| ----------------------------------------------------- \| ----------------------------------------------------- \| ----------------------------------------------------- \| ----------------------------------------------------- \| \| \| \| \| \| \| \| Sârbi \| Sârbi \| \| 63 \| 56,25% \| \| Muntenegreni \| Muntenegreni \| \| 29 \| 25,89% \| \| Musulmani \| Musulmani \| \| 20 \| 17,85% \| \| necunoscută \| necunoscută \| \| 0 \| 0% \| |              |  |    |        |
| Componența etnică conform recensământului din 2003 |              |  |    |        |
| |              |  |    |        |
| Sârbi | Sârbi        |  | 63 | 56,25% |
| Muntenegreni | Muntenegreni |  | 29 | 25,89% |
| Musulmani | Musulmani    |  | 20 | 17,85% |
| necunoscută | necunoscută  |  | 0  | 0%     |